# Brett Lutes
Brett Lutes (* 2. Februar 1982 in Riverview, New Brunswick) ist ein ehemaliger kanadischer Eishockeyspieler, der vor allem in den nordamerikanischen Minor Leagues aktiv war. In Deutschland spielte er eine Saison für den ETC Crimmitschau.

## Karriere
Lutes begann seine Karriere in der Saison 1999/00 bei den Montréal Rocket in der Québec Major Junior Hockey League, wo er vier Spielzeiten spielte und dabei zweimal bester „Scorer“ seines Teams wurde. Während des NHL Entry Draft 2000 wurde er in der siebten Runde von den St. Louis Blues ausgewählt.
Zur Saison 2003/04 wechselte er an die St. Thomas University, die er nach einem Jahr verließ und einen Vertrag bei den Bakersfield Condors aus der ECHL unterzeichnete. Nach einem Jahr bei den Port Huron Flags kehrte er nach Bakersfield zurück und wurde dort zweimal in Folge zweitbester „Scorer“ seines Teams.
In der Saison 2008/09 spielte Lutes beim ETC Crimmitschau. Nach der Saison wurde sein Vertrag nicht verlängert. Die Spielzeit 2009/10 verbrachte der Stürmer bei den Colorado Eagles in der Central Hockey League. Im Anschluss wurde er von den Dayton Gems unter Vertrag genommen, bei denen er im Juni 2011 einen Kontrakt für eine weitere Spielzeit unterzeichnete.
Anschließend folgten weitere Engagements in den Minor Leagues, ehe er 2016 seine Karriere beendete.

## Karrierestatistik
(Legende zur Spielerstatistik: Sp oder GP = absolvierte Spiele; T oder G = erzielte Tore; V oder A = erzielte Assists; Pkt oder Pts = erzielte Scorerpunkte; SM oder PIM = erhaltene Strafminuten; +/− = Plus/Minus-Bilanz; PP = erzielte Überzahltore; SH = erzielte Unterzahltore; GW = erzielte Siegtore; 1 Play-downs/Relegation; Kursiv: Statistik nicht vollständig)